# Eysteinn Valdason
Eystein Valdason est un scalde islandais du Xe siècle. De son œuvre, seules survivent trois demi-strophes d'un poème sur Thor. Préservées dans le Skáldskaparmál de Snorri Sturluson (4), elles évoquent l'expédition de pêche de Thor en compagnie du géant Hymir, où le dieu tenta de tuer Jörmungand.